# ريتشارد موري
ريتشارد موري (بالإسبانية: Richard Maury)‏ هو مهندس أرجنتيني، ولد في 18 ديسمبر 1882 في فيلادلفيا في الولايات المتحدة، وتوفي في 10 يوليو 1950 في قرطبة في الأرجنتين.